# Souville-Abzeichen (Souville-Eichenblatt)

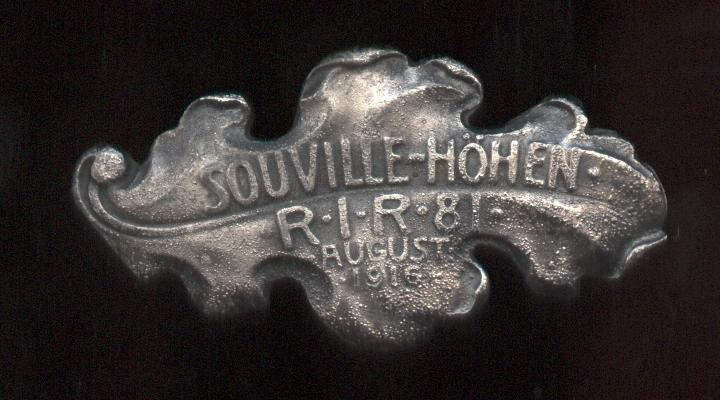
Souville-Abzeichen des RIR 81; Frontseite.

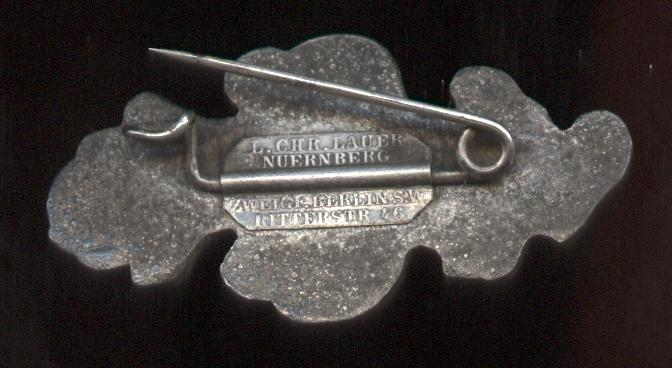
Souville-Abzeichen des RIR 81, Rückseite, Exemplar mit Herstellerbezeichnung.

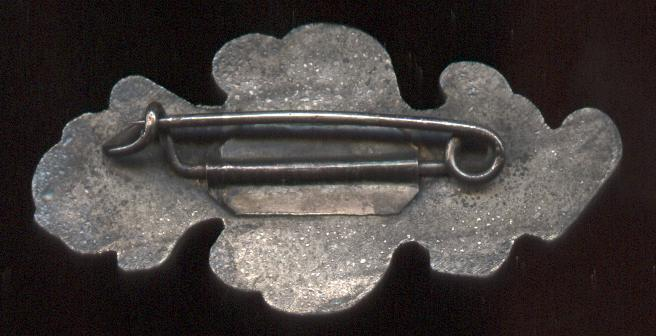
Souville-Abzeichen des RIR 81, Rückseite, Exemplar ohne Herstellerbezeichnung.

Das Souville-Abzeichen (Souville-Eichenblatt) des Reserve-Infanterie-Regiments 81 war eines der wenigen auf Truppenebene verliehenen Ehrenzeichen im deutschen Heer. Es wurde vom Reserve-Infanterie-Regiment 81 an Soldaten verliehen, die im August 1916 während der Schlacht um Verdun ehrenvoll an blutigen Gefechten bei Fort de Souville teilgenommen hatten.

## Vorgeschichte
Neben den allgemeinen Orden und Ehrenzeichen regte sich besonders während des Ersten Weltkriegs, auf Korps-, Divisions- und Regimentsebene, der Wunsch nach speziellen Ehrenzeichen für spezifische Kampfeinsätze einzelner Truppenteile.
In Österreich und Ungarn war dieser Brauch weit verbreitet und entsprach dem Bedürfnis der kämpfenden Truppe. Diese Ehrenzeichen bzw. Abzeichen wurden in der k.u.k. Armee meist an der Feldmütze getragen und hießen deshalb „Kappenabzeichen“. Man verlieh sie – oft sogar mit Urkunde – für bestimmte Feldzüge oder Schlachten und sie wiesen meist auch den Namen der Einheit auf, die das Abzeichen vergab und in deren Reihen man die Kämpfe mitgemacht hatte.
Anders als in Österreich war man in Deutschland mit der Schaffung solcher Ehrenzeichen auf der Ebene von Truppenteilen wesentlich zurückhaltender und es wurden nur ganz wenige offiziell gestiftet bzw. zugelassen. Es gab jedoch auch einen „Graubereich“, in dem Kommandeure von Truppenteilen solche Ehrenzeichen – ohne höhere Erlaubnis – einfach verausgabten oder deren Ausgabe zumindest duldeten. Oft geschah das bei solchen deutschen Truppenteilen, die zusammen mit österreichischen Verbänden eingesetzt waren und die „Kappenabzeichen“ dabei kennen und schätzen gelernt hatten. Diese Truppen-Ehrenzeichen waren bei den Frontsoldaten meist höher angesehen als gewisse offizielle, die nach einer bestimmten Zeit jeder erhielt, der sich einigermaßen gut geführt hatte.
Es gab in der Zeit des Ersten Weltkriegs mindestens drei solcher deutscher Ehrenzeichen auf Truppenebene, die offiziell verliehen wurden: das Karpaten-Korps-Abzeichen, das Souville-Abzeichen (Souville-Knopf) des Reserve-Infanterie-Regiments 88 und das Souville-Abzeichen (Souville-Eichenblatt) des Reserve-Infanterie-Regiments 81, das dieser Artikel behandelt.

## Anlass und Stiftung
In der Schlacht um Verdun startete die 21. (Hessische) Reserve-Division am 1. August 1916, nach zweitägiger Artillerievorbereitung, einen Angriff auf die Souville-Nase (Nez de Souville). Zur Division gehörten u. a. das Reserve-Infanterie Regiment 81 (aus Frankfurt am Main) und das Reserve-Infanterie-Regiment 88 (aus Hanau, Mainz und Worms). Die Souville-Nase ist ein kleiner Höhenrücken, den westlich die Souville-Schlucht (Ravin des Fontaines) und östlich die Lager-Schlucht (keine französische Bezeichnung) begrenzt. In diesem kleinen, nicht mehr als 1 km² großen Gelände fanden die letzten großen deutschen Anstrengungen im Rahmen der Offensive vor Verdun statt, um einen gefährlichen Bogen in der erstarrten Frontlinie zu begradigen.

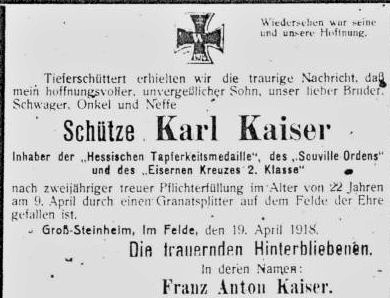
Todesanzeige eines Trägers, hier bezeichnet als „Souville-Orden“

Die hessischen Regimenter hielten sich am 1. August auf dem Fuminrücken und in der Souvilleschlucht (Osthang) bereit. Die französischen Verschanzungen befanden sich am Hang der Souville-Nase, in den Stein gehauen und so mit einer natürlichen Deckung versehen. Den Sturm selbst führten die Reserve-Infanterieregimenter 81 und 88; die Flankendeckung übernahm unter anderem das Füsilier-Regiment 80. Nach Trommelfeuer auf die gegnerischen Stellungen verließen die Sturmtruppen der Reserve-Infanterie-Regimenter 81 und 88 um 10 Uhr ihren Ausgangspunkt und griffen an. Sie gingen durch den Fumin- und Bergwald sowie die Souvilleschlucht auf die Souville-Nase vor. Mit Hilfe von Flammenwerfern gelang die Durchquerung der Lager-Schlucht und nach insgesamt etwa 30 Minuten hatte man das Angriffsziel bereits erreicht; der Geländegewinn betrug mehr als 900 m. Bis zum Nachmittag zählte man 629 gefangene Franzosen. Der Angriff war zwar kurz, jedoch heftig gewesen und die Regimenter mussten ihre eroberten Stellungen mehr als zwei Tage lang zäh verteidigen. Sie erlitten dabei höhere Verluste als beim Angriff selbst. Nach heftigen Verteidigungskämpfen des frisch eroberten Gebietes, besonders am 2. und 3. August, blieb die 21. Reserve-Division noch bis zum 28. August 1916 bei Souville im Kampf und wurde schließlich wegen völliger Erschöpfung abgelöst.
Nach eigenen Angaben hatten die Hessen rund 1.150 Tote sowie die unglaubliche Zahl von rund 5.400 Verwundeten und Vermissten, was einer Quote von ca. 60 % entspricht. Im Andenken dieser verlustreichen Kämpfe – die schrecklichsten und blutigsten denen der Truppenverband im Ersten Weltkrieg ausgesetzt war – stiftete man auf Regimentsebene des Reserve-Infanterie-Regiments 81 das Souville-Abzeichen (auch Souville-Spange) in Form eines Eichenblattes. Es wurde mit einer Urkunde verliehen und teilweise sogar als Auszeichnung im Militärpass eingetragen. Es war zum Tragen an der linken Seite der Feldbluse bzw. des Feldrocks bestimmt. Bis in welche Ebene der Hierarchie um die Genehmigung nachgesucht wurde, lässt sich heute nicht mehr ermitteln. Es gilt als sicher, dass das Ehrenzeichen auf Regimentsebene offiziellen Charakter hatte. Das Schwester-Regiment RIR 88 stiftete ein ähnliches Abzeichen, den Souville-Knopf.

## Aussehen
Das Abzeichen ist eine Spange aus schwerem, silberfarbenem, patiniertem, unedlem Metall in Form eines liegenden Eichenblattes. Darauf untereinander, leicht geschwungen angeordnet, der vierzeilige Schriftzug in Großbuchstaben (die beiden unteren Zeilen deutlich kleiner als die beiden oberen):   
- •SOUVILLE-HÖHEN•
- •R•I•R• 81•
- •AUGUST•
- •1916•

Rückseitig querliegende, starke Nadel, mit rechteckiger Sockelplatte aufgelötet. Es gibt Stücke ohne Herstellerbezeichnung; andere tragen auf der rückseitigen Sockelplatte der Nadel die Firmenaufschrift: 
- L. CHR. LAUER NUERNBERG ZWEIGF. BERLIN S.W. RITTERSTR. 46

## Maße
Das Abzeichen hat eine Länge von 5 cm und ist an der breitesten Stelle 2,5 cm hoch. 

## Trageweise
Als Steckabzeichen auf der linken Brust.